# Moadon Kaduregel Beitar Yerushalayim 2011-2012
Questa voce raccoglie le informazioni riguardanti il Moadon Kaduregel Beitar Yerushalayim nelle competizioni ufficiali della stagione 2011-2012.

## Rosa
| N. |                    | Ruolo | Calciatore         |
| -- | ------------------ | ----- | ------------------ |
| 1  | Israele (bandiera) | P     | Ariel Harush       |
| 2  | Israele (bandiera) | D     | Eli Dasa           |
| 3  | Israele (bandiera) | D     | Haim Magralashvili |
| 5  | Israele (bandiera) | D     | Matan Barashi      |
| 6  | Israele (bandiera) | D     | Tomer Ben Yosef    |
| 7  | Israele (bandiera) | A     | Amit Ben Shushan   |
| 9  | Israele (bandiera) | C     | Dan Einbinder      |
| 10 | Israele (bandiera) | A     | Liron Diamant      |
| 11 | Brasile (bandiera) | A     | Leo                |
| 12 | Israele (bandiera) | D     | Shmuel Kozokin     |
| 15 | Israele (bandiera) | C     | Shai Haddad        |
| 16 | Israele (bandiera) | C     | Evyatar Baruchyan  |
| 18 | Israele (bandiera) | D     | Avi Reikan         |

| N. |                      | Ruolo | Calciatore         |
| -- | -------------------- | ----- | ------------------ |
| 20 | Israele (bandiera)   | C     | Ofir Amram         |
| 21 | Israele (bandiera)   | C     | Kobi Moyal         |
| 22 | Israele (bandiera)   | P     | Ohad Saidof        |
| 23 | Argentina (bandiera) | C     | Darío Fernández    |
| 24 | Israele (bandiera)   | C     | Ofir Kriaf         |
| 26 | Israele (bandiera)   | C     | Steven Cohen       |
| 27 | Israele (bandiera)   | A     | Eden Nachmani      |
| 28 | Israele (bandiera)   | C     | Barak Moshe        |
| 34 | Israele (bandiera)   | D     | Tal Kahila         |
| 39 | Ucraina (bandiera)   | D     | Andrij Pyljavs'kyj |
| 40 | Israele (bandiera)   | P     | Aviram Ziat        |
| 70 | Nigeria (bandiera)   | C     | Harmony Ikande     |
| 99 | Israele (bandiera)   | A     | Eran Levy          |